# Le Thil-Riberpré
Le Thil-Riberpré ist eine französische Gemeinde im Département Seine-Maritime in der Region Normandie.  Der Ort hat 239 Einwohner (Stand 1. Januar 2022).
Nachbargemeinden (von Norden aus im Uhrzeigersinn):
- Gaillefontaine
- Longmesnil
- La Bellière (Seine-Maritime)
- Le Fossé
- Forges-les-Eaux
- Serqueux (Seine-Maritime)
- Beaubec-la-Rosière

## Geschichte
Der Ort entstand 1824 durch den Zusammenschluss der beiden Kirchengemeinden Thil-en-Bray und Riberpré. 

### Einwohnerentwicklung
| 1962 | 1968 | 1975 | 1982 | 1990 | 1999 | 2006 |
| ---- | ---- | ---- | ---- | ---- | ---- | ---- |
| 202  | 229  | 202  | 192  | 204  | 183  | 207  |

## Sehenswürdigkeiten
- Kirche Notre Dame aus dem 13. Jahrhundert, umgestaltet im 18. Jahrhundert